# Пометешти (Долж)
Пометешти (рум. Pometești) насеље је у Румунији у округу Долж у општини Гојешти. Oпштина се налази на надморској висини од 144 m.

## Становништво
Према подацима из 2002. године у насељу је живело 273 становника, од којих су сви румунске националности.